# Plastophora afra
Plastophora afra är en tvåvingeart som beskrevs av Rudolf Beyer 1959. Plastophora afra ingår i släktet Plastophora och familjen puckelflugor. Inga underarter finns listade i Catalogue of Life.